# Saipan
Saipan (/saɪˈpæn/, tên gọi cũ trong tiếng Tây Ban Nha: Saipán) là hòn đảo lớn nhất của Thịnh vượng chung Quần đảo Bắc Mariana thuộc Hoa Kỳ, một chuỗi 15 hòn đảo nhiệt đới nằm trên quần đảo Mariana phía tây Thái Bình Dương. Theo điều tra dân số năm 2017, dân số của hòn đảo khoảng 52.263 người.
Trung tâm hành chính của nó là tại làng Capitol Hill nằm trên đảo. Vì toàn bộ hòn đảo được tổ chức thành một đô thị duy nhất nên hầu hết các ấn phẩm chỉ định Saipan là thủ đô của khối thịnh vượng chung này.

## Địa lý
Nằm ở vị độ 15.25° bắc và kinh độ 145.75° đông, cách khoảng 190 km về phía bắc đảo Guam, Saipan có chiều dài khoảng 19 km và chiều rộng khoảng 9,0 km. Đây là một địa điểm du lịch nổi tiếng ở Thái Bình Dương.
Phần phía tây của đảo là một loạt những bãi biển cát trắng cùng một rạn san hô ngoài bờ biển. Đỉnh cao nhất của hòn đảo là một tảng đá vôi bao phủ núi Tapochau ở độ cao 1,560 ft (480 m).
Bên cạnh tiếng Anh, khoảng 19% dân số ở đây nói tiếng Chamorro. Hòn đảo này có rất nhiều nhóm dân tộc bởi lượng lớn những lao động nhập cư (60% dân số, tính đến 2001) từ Trung Quốc, Bangladesh, Philippines, Thái Lan, Việt Nam, và Campuchia. Thêm vào đó, một lượng lớn dân số của đảo là những người nhập cư thế hệ đầu tiên từ Trung Quốc, Nhật Bản và Hàn Quốc và rất nhiều hòn đảo thuộc Micronesia.